# Sissi (série de filmes)
A série de filmes sobre a imperatriz Isabel da Áustria, mais conhecida como Sissi, é composta por três filmes, dirigidos por Ernst Marischka. Sissi é interpretada pela atriz Romy Schneider.
Os filmes que compõem a série são:
- Sissi, o primeiro filme da série, lançado em 1955.
- Sissi - Die junge Kaiserin (br: Sissi, a imperatriz / pt: Sissi imperatriz), filme de 1956.
- Sissi - Schicksalsjahre einer Kaiserin (br: Sissi e seu destino / pt: O destino de Sissi), filme de 1957.
- Sissi (minissérie) (2009), filme de TV dirigido por Xaver Schwarzenberger, com Cristiana Capotondi